# 내대초등학교
내대초등학교는 1963년 3월 20일에 개교한 대한민국 강원특별자치도 철원군 갈말읍에 있는 초등학교다.
내대초등학교의 교가는 다음과 같다.
[덕용산 정기받은 내대 교정에| 배우며 자라는 곳 우리의 전당| 모여라 슬기롭게 어린 학우들| 빛내자 온 누리에 우리 내대교]
교육은 전교생을 대상으로 '내대힐링오케스트라'와 'Make & play 내대 SW교육' 중점으로 운영하고 있다.
철원군 내대초등학교는 포천에서 열린 '제 17회 전국학교스포츠클럽 축전 플로어볼 대회'에 도 대표로 출전해 3위를 기록하며 눈부신 성과를 보였다. 